# Kandi Airport
Kandi Airport är en flygplats i Benin.   Den ligger i departementet Alibori, i den norra delen av landet, 500 km norr om huvudstaden Porto-Novo. Kandi Airport ligger 290 meter över havet.
Terrängen runt Kandi Airport är platt. Närmaste större samhälle är Kandi, 0,58 km öster om Kandi Airport.
Omgivningarna runt Kandi Airport är en mosaik av jordbruksmark och naturlig växtlighet. Runt Kandi Airport är det ganska glesbefolkat, med 30 invånare per kvadratkilometer.